# Pannerden
Pannerden est un village situé dans la commune néerlandaise de Zevenaar, dans la province de Gueldre. En 2009, le village comptait environ 2 500 habitants.
Pannerden a donné son nom au canal de Pannerden.
Le 1er janvier 1985, Pannerden fusionne avec Herwen en Aerdt pour former la nouvelle commune de Rijnwaarden.

## Histoire
Vers l'an 1000, il est fait mention pour la première fois du nom de Pannerden, qui est alors une colonie autour d'une maison fortifiée, probablement le Heukelumshof, plus tard également connu sous le nom de château de Byland (nl). A cette époque, Pannerden appartenait à l'évêque de Liège. Le premier seigneur de Pannerden est Willem Doys, qui en 1275, habitait le château de Bijland près de Pannerden. Il reçut le château en prêt du propriétaire de l'époque, le duc de Clèves. En 1284, Pannerden fut vendu par la prévôté de Liège au chapitre d'Emmerik et peu après délivré en bail emphytéotique à Willem Doys, qui emprunta également le château de Scathe ou de Byland près de Pannerden au comte de Clèves. Sa petite-fille Sophia épouse Willem (nl), comte de Bergh. Ce Willem devint seigneur de Pannerden en 1346, qui resta un fief des seigneurs de la maison Bergh jusqu'en 1801. En 1801, Carel Herman van Nispen achète les droits de la seigneurie de Pannerden, jusqu'alors en possession de la famille Bergh.
En 1600, pendant la Réforme, l'église de Pannerden passe aux mains des réformés. Seul le chœur de l'église est utilisé par les réformés pour les offices. La nef est tombée en ruine puis une école a ensuite été construite sur ce site. En 1817, Pannerden a été transféré par le Royaume de Prusse, auquel il appartenait jusque-là, au Royaume des Pays-Bas, grâce auquel Pannerden est devenu une municipalité néerlandaise indépendante. Les événements importants du XXe siècle sont l'inondation de 1926 et la Seconde Guerre mondiale. Pannerden a beaucoup souffert des deux événements. Le site de Pannerden n'était autrefois qu'une île sur laquelle se trouvaient quelques usines. Les employés ont été logé dans des maisons bâties par l'entreprise. Ces maisons se trouvaient également sur la île (Pannerden). En raison du développement ultérieur, il s'est développé de telle manière qu'il est devenu un vrai village. L'église Saint-Martin date de 1878.